# Elliotska villan

Elliotska villan är en byggnad intill sjön Magelungen vid Rödkindavägen 25 i Farsta strand, södra Stockholm. Huset är en stor gulputsad villa som uppfördes 1905-1910 för grosshandlaren inom konfektionsbranschen Bror Samuel Elliot. Byggnaden är en av de få kvarvarande villorna i Södertörns villastad. 
År 1917 lät dåvarande ägare, ingenjören Bengt Fahlstedt bygga till taket över ingången samt verandan på norra gaveln. Då innehöll huset 11 rum och kök samt hall och badrum.  Fasaderna är utförda i gul slätputs och accentueras mot väster av en frontespis. Huset har valmat tak med tvåkupigt tegel och mjukt svängda takfall. Nedre takfall (över den utskjutande bottenvåningen) är likaledes mjukt svängt. Taket kröns av två höga skorstenar i svart plåt. En stentrappa leder ner till Magelungens strand och där fanns ursprungligen en stenbrygga (landtungan finns kvar). Numera leder ”Naturstigen Farsta strand” förbi där.
År 1962-1969 genomfördes en renovering och ombyggnad till barnhem med Stockholms stads barnavårdsnämnd som byggherre. I dag (2008) är villan behandlingshem och vårdhem.